# Cankarjevo nabrežje
Cankarjevo nabrežje (Cankar-Ufer) ist der Name einer der Uferstraßen auf der östlichen Seite der Ljubljanica in der Altstadt von Ljubljana, der Hauptstadt von Slowenien. Die Straße ist benannt nach dem slowenischen Schriftsteller und Dichter Ivan Cankar (1876 bis 1918).

## Geschichte
Die Straße hieß bis 1919 Franzensquai (Francovo nabrezje) nach Franz Karl von Österreich, dem Vater von Kaiser Franz Joseph I.

## Lage
Die Straße verläuft von der Kreuzung Adamič-Lundrovo nabrežje, Tromostovje, Stritarjeva ulica nach Süden bis zur Kreuzung Schusterbrücke, Pod Trančo und Gallus-Ufer, in das das Cankar-Ufer übergeht.

## Abzweigende Straßen
Vom Cankar-Ufer zweigen von Norden nach Süden folgende Wege ab
- Ribji trg (Fischmarkt) und Ribja ulica (Fischgasse) führen zum Mestni trg
- Fischsteg (Ribja brv) führt über die Ljubljanica zum Hribar-Ufer
- Ključavničarska ulica (Schlossergasse) mit der Installation „Faces“ von Jakov Brdar und die Krojaška ulica (Schneidergasse) führen zum Mestni trg

## Bauwerke und Einrichtungen
- Gastronomie und Geschäfte[4][5]